# Национальные военно-морские силы Уругвая

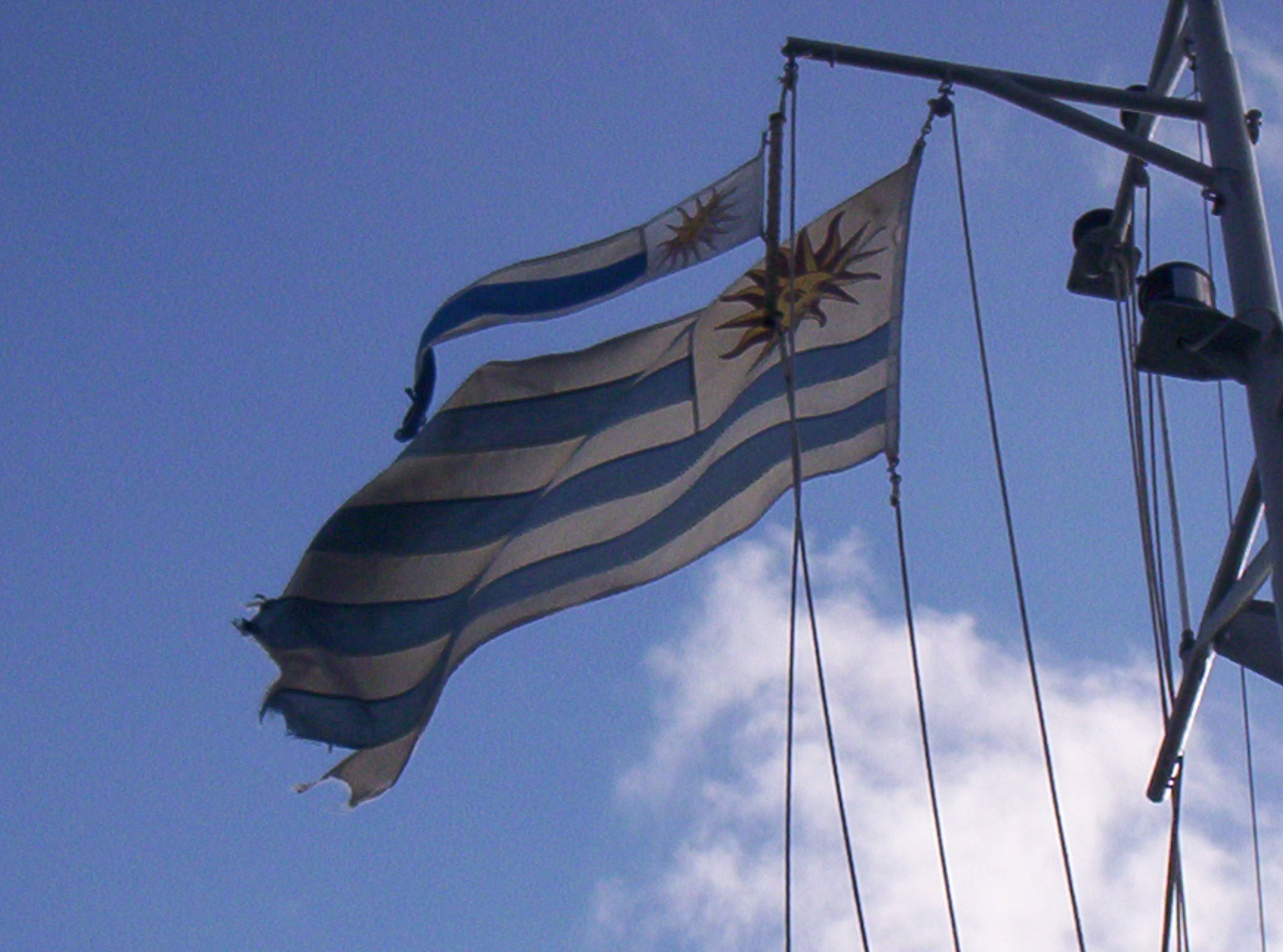
Флаг и вымпел ВМФ Уругвя на мачте корабля

Национальные военно-морские силы Уругвая (исп. Armada Nacional del Uruguay) — один из видов вооружённых сил Уругвая. Они насчитывают 670 офицеров и 4.978 человек рядового и сержантского состава.
Задачей военно-морских сил Уругвая являются защита Конституционного порядка и Законов страны, территориальной целостности и береговая охрана Республики, защита чести, независимости и мира в Государстве.

## Организация
Военно-морские силы Уругвая организационно имеют в своём составе следующие оперативные командования, учреждения и управления:
Главное командование ВМС (исп. Comando General de la Armada)
- Главный штаб ВМС (исп. Estado Mayor General de la Armada)[5]
- Командование ВМФ (исп. Comando de la Flota)[6]
  - Военно-морской флот (исп. Fuerzas de Mar)[7]
  - Командование Корпуса морской пехоты (исп. Comando de Cuerpo de Fusileros Navales)[8]
  - Военно-морская авиация (исп. Aviacion Naval)[9]
- Главное военно-морское материальное управление (исп. Dirección General de Material Naval)[10]
- Главное военно-морское управление кадров (исп. Dirección General de Personal Naval)[11]
- Национальная военно-морская префектура (исп. Prefectura Nacional Naval)[12]

### Главное командование ВМС Уругвая
- ROU 20 «Capitán Miranda»

### Военно-морской флот Уругвая

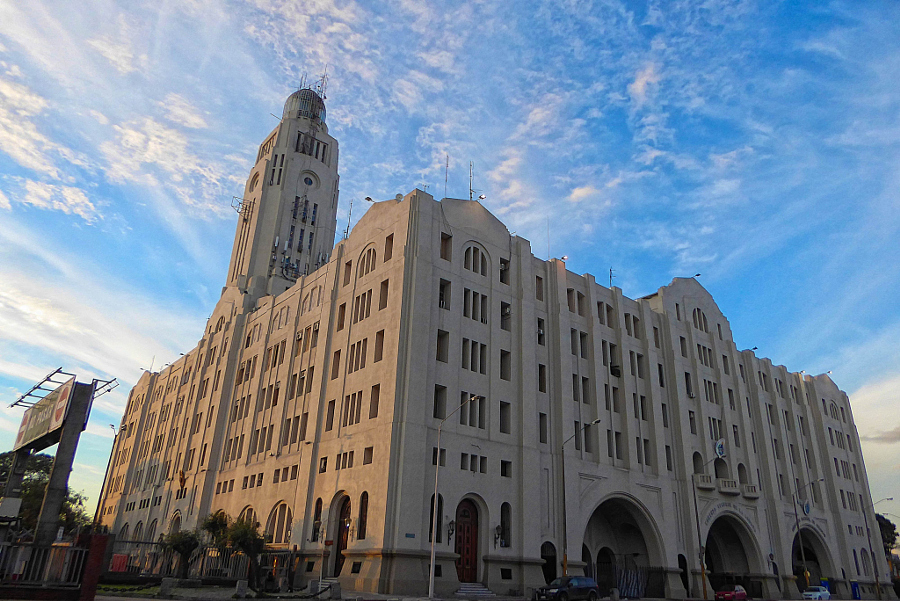
Здание Командования флотом Уругвая

#### Эскортный дивизион
(исп. División Escolta)
- ROU 01 «Uruguay»
- ROU 02 «Pedro Campbell»
- ROU 03 «Montevideo»
- ROU 04 «General Artigas»

#### Патрульный дивизион
(исп. División Patrulla)
- ROU 05 «15 de Noviembre»
- ROU 06 «25 de Agosto»
- ROU 10 «Colonia»
- ROU 11 «Río Negro»
- ROU 12 «Paysandú»

#### Дивизион обслуживания
(исп. División Servicios)
- ROU 23 «Maldonado»
- ROU 26 «Vanguardia»
- ROU 27 «Ortiz»
- Группа десантных судов (исп. Grupo de Lanchas de Desembarco)[16]
  - LD 41
  - LD 42
- Водолазная и спасательная группа (исп. Grupo de Buceo y Savlamento)[17]

#### Дивизион минирования и разминирования
(исп. División Minado y Contraminado)
- ROU 31 «Temerario»
- ROU 33 «Fortuna»
- ROU 34 «Audaz»

### Главное военно-морское материальное управление ВМС Уругвая
- ROU 21 «Sirius»

## Пункты базирования
- ВМБ Монтевидео (главная, штаб ВМС)

## Боевой состав

### Военно-морской флот
| Тип                     | Бортовой номер     | Наименование          | В составе флота    | Состояние          | Примечания         |
| Сторожевые корабли      | Сторожевые корабли | Сторожевые корабли    | Сторожевые корабли | Сторожевые корабли | Сторожевые корабли |
| ----------------------- | ------------------ | --------------------- | ------------------ | ------------------ | ------------------ |
|                         | 01                 | ROU «Uruguay»         |                    |                    |                    |
|                         | 02                 | ROU «Pedro Campbell»  |                    |                    |                    |
|                         | 03                 | ROU «Montevideo»      |                    |                    |                    |
|                         | 04                 | ROU «General Artigas» |                    |                    |                    |
|                         | 05                 | ROU «15 de Noviembre» |                    |                    |                    |
|                         | 06                 | ROU «25 de Agosto»    |                    |                    |                    |
|                         | 10                 | ROU «Colonia»         |                    |                    |                    |
|                         | 11                 | ROU «Río Negro»       |                    |                    |                    |
|                         | 12                 | ROU «Paysandú»        |                    |                    |                    |
| Минные корабли          |                    |                       |                    |                    |                    |
|                         | 31                 | ROU «Temerario»       |                    |                    |                    |
|                         | 33                 | ROU «Fortuna»         |                    |                    |                    |
|                         | 34                 | ROU «Audaz»           |                    |                    |                    |
| Десантные корабли       |                    |                       |                    |                    |                    |
|                         | LD 41              |                       |                    |                    |                    |
|                         | LD 42              |                       |                    |                    |                    |
| Вспомогательные корабли |                    |                       |                    |                    |                    |
|                         | 21                 | ROU «Sirius»          |                    |                    |                    |
|                         | 23                 | ROU «Maldonado»       |                    |                    |                    |
|                         | 26                 | ROU «Vanguardia»      |                    |                    |                    |
|                         | 27                 | ROU «Ortiz»           |                    |                    |                    |
| Учебные корабли         |                    |                       |                    |                    |                    |
|                         | 20                 | ROU «Capitán Miranda» |                    |                    |                    |

### Военно-морская авиация
| Обозначение формирования или части          | Вооружение и оснащение                                                        | Место расположения |
| ------------------------------------------- | ----------------------------------------------------------------------------- | ------------------ |
| противолодочная разведывательная эскадрилья | Beechcraft Super King Air 200T BAe Jetstream TMk 2                            |                    |
| вертолётная эскадрилья                      | Westland HC.2-Mk 2 Wessex Eurocopter Ecureuil AS.355 Eurocopter Bölkow Bo 105 |                    |
| учебная эскадрилья                          | Beechcraft Turbo Mentor T 34-C/1                                              |                    |

## Техника и вооружение

### Военно-морская авиация

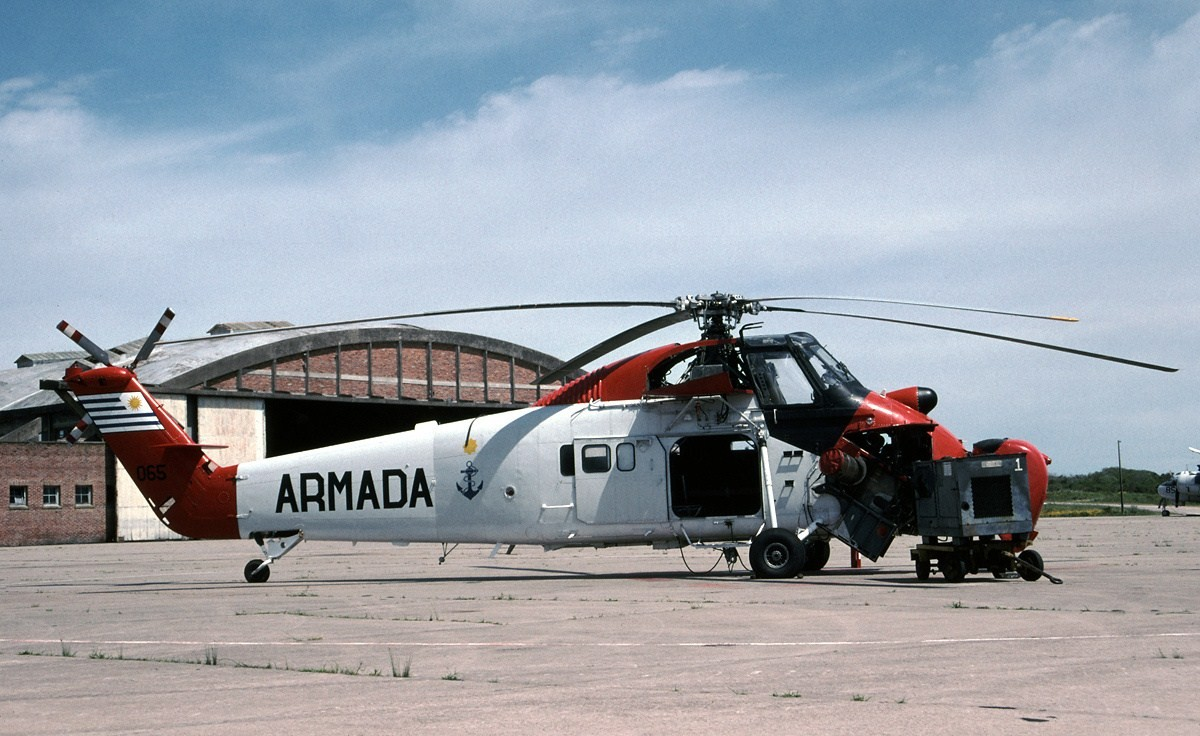
Многоцелевой вертолёт Westland Wessex

Данные о технике и вооружении ВВС Уругвая взяты с официальной страницы Авиации ВМС Уругвая, а также со страницы журнала Aviation Week & Space Technology.
| Тип                                        | Производство   | Назначение                                  | Количество | Примечания |          |
| Самолёты                                   | Самолёты       | Самолёты                                    | Самолёты   | Самолёты   | Самолёты |
| ------------------------------------------ | -------------- | ------------------------------------------- | ---------- | ---------- | -------- |
| British Aerospace Jetstream T.MK 2         | Великобритания | морской патрульный самолёт                  | 2          |            |          |
| Raytheon 200T                              | США            | морской патрульный самолёт                  | 1          |            |          |
| Beechcraft T-34A Beechcraft T-34C-1        | США            | учебный самолёт учебный самолёт             | 1 2        |            |          |
| Вертолёты                                  |                |                                             |            |            |          |
| MBB BO 105M                                | Германия       | многоцелевой вертолёт                       | 6          |            |          |
| Eurocopter AS.355F2                        | Франция        | многоцелевой вертолёт                       | 1          |            |          |
| Westland Wessex 60 Westland Wessex HC.Mk 2 | Великобритания | многоцелевой вертолёт многоцелевой вертолёт | 1 3        |            |          |

## Префикс кораблей и судов
Корабли и суда ВМС Уругвая имеют префикс ROU (исп. República Oriental del Uruguay — Восточная Республика Уругвай).

## Флаги кораблей и судов
| Флаг | Гюйс | Вымпел боевых кораблей |
| ---- | ---- | ---------------------- |
|      |      |                        |

## Знаки различия

### Адмиралы и офицеры
| Категории               | Адмиралы  | Адмиралы      | Адмиралы        | Старшие офицеры    | Старшие офицеры    | Старшие офицеры    | Младшие офицеры   | Младшие офицеры   | Младшие офицеры    | Младшие офицеры   |
| ----------------------- | --------- | ------------- | --------------- | ------------------ | ------------------ | ------------------ | ----------------- | ----------------- | ------------------ | ----------------- |
|                         | 30px      | 30px          | 30px            | 30px               | 30px               | 30px               | 30px              | 30px              | 30px               | 30px              |
| звание                  | Almirante | Vicealmirante | Contraalmirante | Capitan de Navio   | Capitan de Fragata | Capitan de Corbeta | Teniente de Navio | Alferez de Navio  | Alferez de Fragata | Guardiamarina     |
| Российское соответствие | Aдмирал   | Вице-адмирал  | Контр-адмирал   | Капитан 1-го ранга | Капитан 2-го ранга | Капитан 3-го ранга | Капитан-лейтенант | Старший лейтенант | Лейтенант          | Младший лейтенант |

### Сержанты и матросы
| Категории               | Подофицеры     | Подофицеры | Подофицеры | Сержанты и старшины          | Сержанты и старшины | Сержанты и старшины | Сержанты и старшины | Матросы        | Матросы |
| ----------------------- | -------------- | ---------- | ---------- | ---------------------------- | ------------------- | ------------------- | ------------------- | -------------- | ------- |
|                         | 30px           | 30px       | 30px       | 30px                         | 30px                | 30px                | 30px                | 30px           | 30px    |
| звание                  | '              | '          | '          | '                            | '                   | '                   | '                   | '              | '       |
| Российское соответствие | Старший мичман | Мичман     | нет        | Главный корабельный старшина | Главный старшина    | Старшина 1-й статьи | Старшина 2-й статьи | Старший матрос | Матрос  |